# Jules Haime
Jules Haime (Tours, 28 marzo 1824 – Parigi, 28 settembre 1856) è stato un naturalista, geologo e paleontologo francese.

## Biografia
Già durante i suoi studi a Tours mostrò particolare interesse per le scienze naturali. Nel 1842 si iscrisse alla scuola di medicina, ma due anni più tardi si trasferì a Parigi dove, abbandonati gli studi da medico, seguì i corsi della Facoltà di Scienze di Parigi e del Museo nazionale di storia naturale francese.
Divenne assistente preparatore di Henri Milne-Edwards (1800-1885); in seguito insegnò storia naturale al Liceo Napoleone, succedendo a Alphonse Milne-Edwards (1835-1900) e a Armand de Quatrefages (1810-1892).
Fu vicepresidente della Società geologica di Francia e collaborò con Milne-Edwards alla stesura di un testo sugli zoofiti corallini da pubblicarsi nelle Suites à Buffon. Dopo la sua scomparsa Milne-Edwards terminò il testo.
Morì, infatti, a soli 32 anni, lasciando diversi lavori di Storia naturale, di geologia e di palentologia, disciplina nella quale da tempo si era avventurato con pregevoli risultati.
| Haime è l'abbreviazione standard utilizzata per le specie animali descritte da Jules Haime. Categoria:Taxa classificati da Jules Haime |